# پوست (نوشت‌افزار)

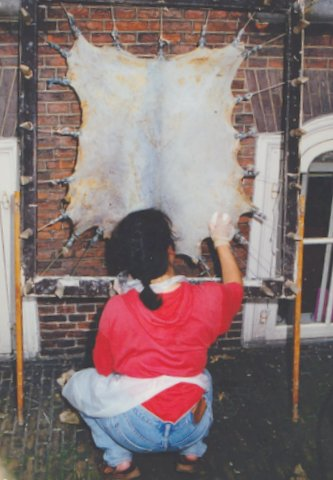
زنی در حال ساختن پوست برای نوشتن

پوست (انگلیسی: Parchment) جانورانی نظیر گوساله، بز و گوسفند در گذشته و مخصوصاً پیش از اختراع کاغذ، برای نوشتن اسناد، یادداشت، نسخه خطی، دفترنامه، نامه و کتاب استفاده می گردید.